# Jean-Pierre Germain
Pour les articles homonymes, voir Germain.
Jean-Pierre Germain (1745-1803) est un banquier français, qui fut l'un des premiers régents de la Banque de France.

## Parcours
Fils d'un boulanger et petit-neveu de l'orfèvre Pierre Germain dit le Romain mais sans lien familial avec la famille Germain, Jean-Pierre Germain est né le 8 août 1745 à Villeneuve-les-Avignon.
Il entre en 1777 dans le métier de la banque aux côtés d’Étienne Delessert, au moment où celui-ci ouvre à Paris une succursale destinée aux opérations commerciales et industrielles dans les métiers du textile (laine, et surtout soie).
Le 16 janvier 1792, il épouse Reine-Marthe Rousseau (1756-1817), fille d'un bourgeois de Paris.
Il devient l'un des administrateurs de la Caisse des comptes courants en 1797.
Le 16 février 1800, il est nommé au Conseil de régence de la Banque de France, occupant le 10e fauteuil jusqu'à sa mort.
En mars 1800, Germain rejoint les banquiers Perregaux, Récamier, Le Couteulx, Mallet, Barrillon, Sévène, Bastide, Fulchiron et Doyen, qui fondent la « Compagnie des Dix Négociants réunis » (les Négociants réunis) et avancent plus de 3 millions de francs aux armées d'Italie et du Rhin pour couvrir les dépenses de guerre.
Il habitait au 17 rue de Provence et c'est là qu'il meurt le 24 mars 1803.
Il possédait le domaine de Cheverny et laissa à sa veuve plus de 100 000 francs de rentes sur une fortune estimée à plus de 2,5 millions.
Son fils unique, Auguste-Jean Germain, fait comte de Montforton par Napoléon, hérita du domaine de Cheverny.